# ОШ „Момчило Живојиновић” Младеновац
ОШ „Момчило Живојиновић” Младеновац основана је 1956. године. Школа носи име Момчила Живојиновића, учесника Другог светског рата, рођеном у селу Амерић 1921. године. Момчило је стрељан 26. маја 1943. године у Малом Пожаревцу.
Школа поред матичне школе у Младеновцу у свом саставу има и издвојена одељења у Дубони, Рајковцу и Шепшину.